# Área de Proteção Ambiental Sucupira
A Área de Proteção Ambiental Sucupira é uma unidade de conservação municipal de uso sustentável localizada no município de Timon (MA).
A Área de Proteção Ambiental Sucupira foi criada Decreto n. 77, de 9 de novembro de 2017, com o objetivo de promover o turismo responsável, ecologicamente correto, garantindo o equilíbrio ambiental e a sustentabilidade na área urbana de cidade e tem aproximadamente 07 hectares, localizando-se no bairro São Francisco. 
Localizada em uma região estratégica, com grande contingente populacional, a APA é considerada um importante ponto de desenvolvimento de atividades de cunho ecológico, científico e social. A unidade de conservação promove a conservação da biodiversidade local do bioma Cerrado em volta da lagoa, realização de pesquisas científicas, bem como visitação, promovendo a geração de empregos e melhorias sociais para a população.
Em 2020, foi inaugurado o Parque Ambiental do Sucupira, que conta com academia ao ar livre, quadras, pista de skate, campo society, áreas de ciclismo e caminhada, parque infantil inclusivo, calçadão, bancos, iluminação de LED, estacionamento, esplanada, Praça do Sol, talude e área sombreada.
Em 2020, foi promovida uma ação de despoluição da lagoa e a introdução de alevinos.